# Triepkendorf
Triepkendorf ist ein Ortsteil der Gemeinde Feldberger Seenlandschaft im Südosten des Landkreises Mecklenburgische Seenplatte in Mecklenburg-Vorpommern. 

## Geografie und Verkehrsanbindung
Triepkendorf liegt südwestlich der Stadt Feldberg an der Landesstraße L 341 und der Kreisstraße K 95. Südlich verläuft die Landesgrenze zu Brandenburg, nordöstlich erstreckt sich das 67 ha große Naturschutzgebiet Heilige Hallen.

## Sehenswürdigkeiten

### Baudenkmale
In der Liste der Baudenkmale in Feldberger Seenlandschaft sind für Triepkendorf acht Baudenkmale aufgeführt:
- Dorfkirche aus dem 13. Jahrhundert, ein Feldsteinbau mit Fachwerkturm von 1769
- ehemaliges Pfarrhaus mit Stall, Handschwengelpumpe (Pastorberg 6)
- Stallscheune (Am Pastorberg 8)
- Schmiede (Am Pastorberg)
- Kriegerdenkmal 1914/18 (auf dem Friedhof) (Graulberg 16)
- Wohnhaus (Lindenweg 5)
- Stallscheune (Lindenweg 13)
- Spritzenhaus (Zum Brink 11)